# Fra Galgario

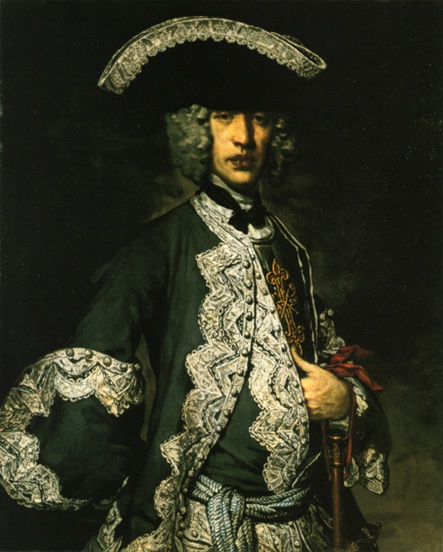
Portret kawalera Orderu Konstantyna (ok. 1740)

Fra Galgario, właśc. Giuseppe Ghislandi (ur. 4 marca 1655 w Bergamo, zm. w grudniu 1743 tamże) – włoski malarz okresu późnego baroku, najwybitniejszy portrecista włoski XVIII w.
Był synem malarza. Uczył się w pracowniach Giacomo Cotta i Bartolomea Bianchiniego w rodzinnym mieście, potem u portrecisty Sebastiana Bombellego (1635-1719) w Wenecji. W 1702 wstąpił do zakonu minimitów, przyjmując imię Vittore. Resztę życia spędził w klasztorze Galgario w Bergamo (stąd jego pseudonim artystyczny). Dopiero w wieku 40 lat poświęcił się sztuce portretowej. W 1717 został członkiem Accademia Clementina w Mediolanie. W swojej twórczości łączył koloryzm szkoły weneckiej okresu późnego baroku z realizmem stylu Giovanniego Battisty Moroniego. Jego portrety cechuje bogactwo kolorystyki, pogłębiona charakterystyka psychologiczna postaci oraz duża sprawność kompozycyjna. 

## Dzieła
- Autoportret -  1632, 73 x 58 cm, Accademia Carrara, Bergamo
- Autoportret -  Musée des Beaux-Arts de Pau, Pau
- Portret chłopca -  1730-40, 67 x 52 cm, Ermitaż, Sankt Petersburg
- Portret damy -  1735-40, 94 x 73 cm, Accademia Carrara, Bergamo
- Portret Francesca Marii Bruntina -  1737, 93 x 81 cm, Accademia Carrara, Bergamo,
- Portret hrabiego Galeozza Secco Suardo -  1710-20, 120 x 90 cm, Luwr, Paryż
- Portret hrabiego Giovanniego Battisty Vailetti -  ok. 1710, 226 x 137 cm, Gallerie dell’Accademia, Wenecja
- Portret Giovanniego Secco Suardo ze sługą -  ok. 1720, 128 x 111 cm, Accademia Carrara, Bergamo
- Portret młodego rysownika -  76 x 65 cm, Accademia Carrara, Bergamo
- Portret młodego mężczyzny -  po 1720, 73 x 56,5 cm, National Gallery of Art, Waszyngton
- Portret młodzieńca -  1715-20, 112 x 89 cm, Museo Poldi Pezzoli, Mediolan
- Portret staruszki -  1750, 73 x 59 cm, Rijksmuseum, Amsterdam
- Portret szlachcica -  ok. 1715, 127 x 98 cm, Pinakoteka Brera, Mediolan
- Portret złotnika -  1735-43, 73 x 57 cm, Muzeum Thyssen-Bornemisza, Madryt
- Szlachcic w trójgraniastym kapeluszu lub Portret kawalera Orderu Konstantyna -  ok. 1740, Museo Poldi Pezzoli, Mediolan